# Џек Трбосек (стрип)
Џек Трбосек је 2. епизода стрип серијала Дилан Дог. Објављена је у бившој Југославији као специјално издање Златне серије у издању Дневника из Новог Сада септембру 1987. године. Коштала је 360 динара, одн. 0,41 $. За насловну страницу узета је оригинална насловна страница. Име оригиналне епизоде било је Jack lo squartarore. Објављена је у новембру 1986. Епизоду је нацртао Густаво Триго, а сценарио написао Тицијано Склави.

## Кратак садржај
Након намештене спиритуалистичке сеансе призивања Џека Трбосека, убијена је Сара Сарандон, која је организована сеансу. Сумња пада на њену кћер Џејн, која унајмљује Дилана Дога да да би пронашао правог убицу. У међувремену, и остали присутни на сеасни мистериозно губе животе. Ствара се уверење да је убица Џек Трбосек, који је желео да се освети за организовање сеансе.
Епизода има узбудљиву завршницу у музеју воштаних фигура у којој се Дилану причињава да је фигура Џека Трбосека оживела и жели да га убије.

## Занимљивости
У музеју воштаних фигура се такође појављују Хитлер и Наполеон. Џек Трбосек се поново враћа у авантуре Дилана Дога у макси издању бр. 2 под називом Ho ucciso Jack lo squartatore, који је оригинално објављен 01.07.1999.

## Репризе ове епизоде
Епизода је репризирана у колекционарском издању Веселог четвртка Библиотека Дилан Дог #1, која је изашла као троброј 20. маја 2009. godine.

## Претходна и наредна епизода
Претходна епизода носи наслов Доктор Ксабарас, а наредна Ноћи пуног месеца.